# NGC 3023/2
NGC 3023/2 је галаксија у сазвежђу Секстант која се налази на NGC листи објеката дубоког неба.
Деклинација објекта је + 0° 37' 1" а ректасцензија 9h 49m 54,1s. Привидна величина (магнитуда) објекта NGC 3023 износи 14,0 а фотографска магнитуда 15,0. NGC 30232 је још познат и под ознакама MK 1236, NPM1G +00.0273, PGC 28275.